# 上野五男
上野 五男（うえの いつお）は、日本の牧師。米国ロサンゼルス近郊のアナハイムにあるぶどうの木国際教会で牧会伝道をしている。

## 概略
1988年5月、タルボット神学大学院を卒業後、開拓伝道でぶどうの木国際教会を創設。この教会は若者たちが多数集って活発な宣教活動をしていることでも知られている。世界宣教にも力を入れており、東アジアにも宣教師を派遣している。ぶどうの木国際教会グループ代表牧師で、同教会はアフリカのジンバブエ、ハワイ、広島にブランチ・チャーチがある。各地のセミナー、キャンプ、リトリートの講師としても活躍。
牧師のかたわらゴスペル演歌を作詞・作曲して歌い、日米を中心にコンサート活動をしているシンガーソングライターでもある。このユニークな活動がキリスト教テレビ番組「ライフライン」、ラジオ番組「What's gospel」、「リバイバル新聞」「クリスチャン新聞」、キリスト教月刊誌「ちから」などに取り上げられ、反響を呼ぶ。毎年、日本へ行っての巡回コンサート活動は恒例となっており、集会を依頼する教会も多い。2003年11月にルーマニアで開催された日本文化祭りにも招聘され、ゴスペル演歌を披露。このとき、現地のラジオ局が「日本の伝統音楽 演歌を歌う牧師」という内容の番組を放送した。
米国の近未来サスペンス小説『レフトビハインド』の翻訳者としても知られている。キリスト教界のさまざまな雑誌や新聞に多くの記事を執筆している。2001年10月から2002年9月までリバイバル新聞に「演歌牧師の関西弁言いたい放題」を連載。2002年1月から2003年9月まで同新聞に小説「真理への旅」を連載。長年、ロサンゼルス補習校あさひ学園の教師をし、現在、西大和学園カリフォルニア校でも教えている。カリフォルニア州在住。

## 経歴
奈良県生まれ。同県のインマヌエル総合伝道団王寺キリスト教会に導かれて受洗。神奈川県の基督聖協団相模原教会で訓練を受けた後、1980年に留学のために渡米。
- 1982年 カリフォルニア・ルーテル聖書学院卒。
- 1988年 米国バイオラ大学大学院（タルボット神学大学院）卒。神学修士（M.Div）取得。
- 1982年 - 1994年 ライフミニストリーのソルト・ プログラムでチャペルタイム とサマーキャンプの講師。
- 1992年 沖縄&アメリカ・ミッション・コンファランス講師。
- 1994年 - 1999年 マウントハーモン修養会の日本語部ディレクター、セミナー講師、恵みの聖会講師。
- 1995年 カリフォルニア中部平原部会秋季修養会講師。
- 1995年 - 1999年 月刊デボーション雑誌「リビングライフ」翻訳。日本語版編集長。
- 1998年 ニュージャージー日本語キリスト教会秋の特別伝道集会講師。
- 1999年 カリフォルニア中部平原部会春季修養会講師、ノース・フレスノ教会設立五周年記念集会講師。
- 1999年 - 2001年 月刊デボーション雑誌「クレイ」霊想箇所執筆。
- 1999年10月 ハーベスト・タイム秋の月例会スペシャル講師（御殿場）。日本巡回伝道開始。3週間にわたり関東、関西、東海、中国、信越の各地方を巡回し、礼拝、伝道会、セミナーなどで奉仕。

## ゴスペル演歌
「ロスアンゼルス 演歌で伝道する二人の牧師 飲み屋でも歌いたい」というタイトルでゴスペル演歌がはじめてメディアに紹介される。二人の牧師というのは上野牧師と楠秀樹牧師である。ブラジルの宣教師だった楠牧師は現地で日系人がカラオケで演歌を歌っている姿を見て、宣教のために自作の演歌を歌い始め、それをキリスト演歌と言っていた。その影響を受け、もともと演歌好きだった上野牧師も自分で作詞作曲し、新たにゴスペル演歌と名づけて歌うようになった。これがゴスペル演歌のルーツである。

## 活動
2000年
- 3月から4月 関東、関西、東海地方を巡回し、礼拝、伝道会、家庭集会などで奉仕。また、ゴスペル演歌コンサートも開始する。それが「ゴスペル演歌、日本縦断」[2]、「保守的地域に演歌で関係づくり」[3]としてメディアに掲載される。
- 7月 南カリフォルニアクリスチャン・リトリートの講師。
- 8月 横浜ニューライフ・バプテスト教会、横浜JOYチャペル合同の夏季ファミリーキャンプの講師（天城山荘）。その後、関東、東北、東海、関西地方を巡回。大阪西成区の釜が崎伝道集会が「日雇い労働者の街でゴスペル演歌 こころに響く」[4]というタイトルで記事が掲載される。

2001年
- 3月 ゴスペル演歌ファーストアルバム「ゴスペル演歌 あなた信じて」をAXIOS（アキオス） INTERNATIONAL MINISTRIESよりリリース。全国のクリスチャンブックストアーで発売開始。中国、関西、東海、関東地方を巡回伝道。

KBS京都の "What's Gospel"というラジオ番組にゴスペル演歌を歌う牧師として出演。太平洋放送協会（PBA）の「ライフライン」というテレビ番組にゴスペル演歌特集で出演。
- 5月 ハワイのラジオ番組KZOO「心に光を」が三日間（5/8-5/10）ゴスペル演歌特集を放送。番組に出演する。
- 6月 ロスアンゼルスのラジオ番組 RPJ「さわやかサンデー」にゴスペル演歌を歌う牧師として出演（6/24）。

ゴスペル演歌CDの記事が、「ゴスペル演歌リリース」、「演歌ファン待望のCD発売」、というタイトルでそれぞれの新聞に掲載される。
- 7月 南カリフォルニアのBFFのリトリートで、ゴスペル演歌を歌い奉仕。
- 8月から9月 関東、関西、東北、北海道地方を巡回し、礼拝、伝道会家庭集会などで奉仕。札幌すすきの路傍伝道の記事がリバイバル新聞に掲載される。

2002年
- 1月 「レフトビハインド」が完訳。「いのちのことば社」（フォレストブック）より出版。
- 3月から4月 関東、関西、中国、南西諸島を巡回し、礼拝、伝道会、家庭集会などで奉仕。太平洋放送協会（PBA）の「ライフライン」というテレビ番組に「レフトビハインド」特集で出演。KBS京都の "What's Gospel"というラジオ番組に「レフトビハインド」特集で出演。
- 8月から9月 関東、関西、中国、四国、九州の各地方を巡回し、礼拝、伝道会家庭集会などで奉仕。

2003年
- 2月 ハワイ伝道。ハワイキリスト教連盟とラジオ番組「心に光を」の実行委員会主催の各集会やコンサートで奉仕。「心に光を」に出演。現地の邦字紙「ハワイ・パシフィック・プレス」で奉仕の様子が掲載される。
- 3月から4月 関東、関西、四国、中国、九州地方を巡回し、礼拝、伝道会、家庭集会などで奉仕。奈良の喫茶店や広島の韓国レストランなどでライブコンサートをする。
- 11月 ルーマニアのクルージュナポカ市で開催された日本文化祭りに招かれてゴスペル演歌を歌う。このとき、活動内容が現地のラジオ局の取材を受けて放送される。

## 著書
訳書
- 『新しいひとりの人』（共訳）（ハーベスト・タイム・ミニストリー出版部）
- 『レフトビハインド』 いのちのことば社
- 『魂の窓』 地引網出版
- 『舟から出て、水の上を歩いて』（共訳） いのちのことば社

## ディスコグラフィー
アルバム
- 「ゴスペル演歌 あなた信じて」（2001年）